# Playa de San Julián (Málaga)
La playa de San Julián es una playa de la ciudad de Málaga en Andalucía, España. Se trata de una playa semiurbana de arena oscura situada en el litoral oeste de la ciudad, entre la playa de Los Álamos en Torremolinos y la Playa de Guadalmar. Tiene unos 1850 metros de longitud y unos 50 metros de anchura media. Es una playa poco transitada cercana al Club de Golf de Málaga y al Parador Málaga Golf, y con una zona nudista. Cuenta con servicios de papeleras, duchas, recogida de residuos, alquiler de sombrillas y hamacas, etc.

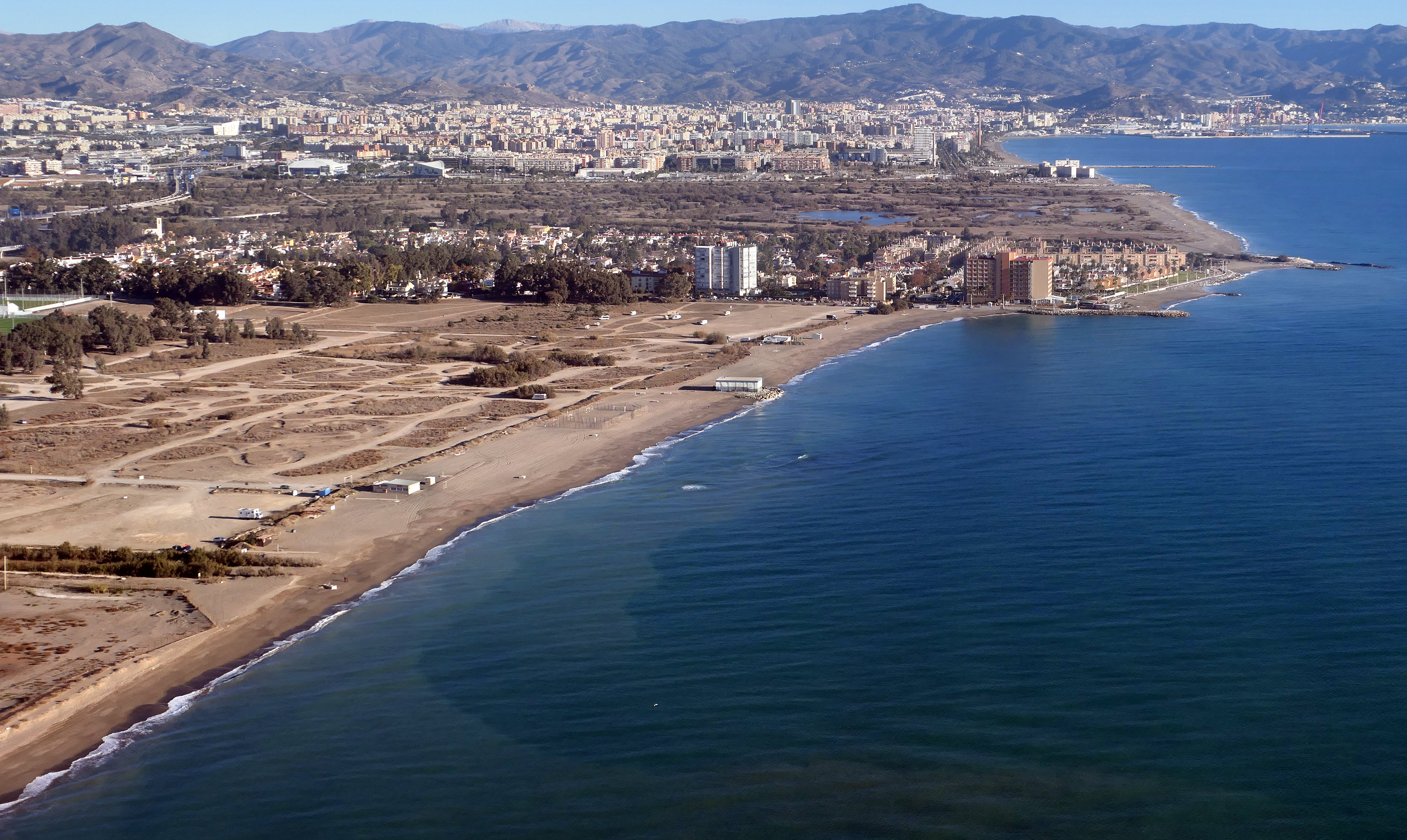
Vista aérea